# Captain Marvel (film)
Captain Marvel is een Amerikaanse superheldenfilm uit 2019, geregisseerd door Anna Boden en Ryan Fleck. De film is gebaseerd op het gelijknamig personage dat voorkomt in de Marvel-stripboeken. Captain Marvel, geproduceerd door Marvel Studios en gedistribueerd door Walt Disney Motion Pictures Group. Het is de 21e film in het Marvel Cinematic Universe.

## Verhaal
Het is 1995. Starforce-lid Vers traint op Kree-planeet Hala om een zo vaardig mogelijke strijder voor haar volk te worden. Ze is een geschoold vechter en heeft een uniek vermogen om energie te concentreren in en af te vuren met haar handen. Vers kampt tegelijkertijd met geheugenverlies en heeft terugkerende dromen over een haar onbekende vrouw. Haar mentor Yon-Rogg vertelt haar dat ze moet leren om haar emoties te beheersen om te kunnen vorderen in haar opleiding.
De Kree zijn voortdurend in oorlog met de Skrulls. Tijdens een missie om een infiltrant terug te vinden, blijkt dat die Vers in de val hebben gelokt om haar te kunnen ontvoeren. De Skrulls willen de vrouw uit Vers' dromen vinden. Door haar geheugen te lezen, komen ze erachter waar de locatie is waar Vers haar ziet in haar dromen. Aan de hand van deze informatie zet Skrull-commandant Talos koers richting Aarde. Voor ze aankomen, ontsnapt Vers in een ruimteschip en crasht ze daarmee in Los Angeles. Wanneer ook de Skrulls landen, nemen ze menselijke gedaantes aan om tegenstanders te misleiden en onopvallend hun zoektocht voort te kunnen zetten.
Vers' buitengewone aanwezigheid op Aarde wordt opgemerkt door Nick Fury en Phil Coulson van S.H.I.E.L.D. Fury overtuigt haar van zijn goede bedoelingen en gaat met haar naar de United States Air Force-basis uit haar dromen. Hier blijkt dat Vers geen Kree is, maar een menselijke testpilote die in 1989 zou zijn omgekomen bij de ontploffing van een experimentele vliegtuigmotor. De vrouw uit haar dromen blijkt wetenschapper Wendy Lawson, de ontwikkelaar van die motor. Ook zij zou zijn omgekomen tijdens diezelfde ontploffing. Fury en Vers vliegen naar Louisiana om een bezoek te brengen aan testpilote Maria Rambeau, de laatste die Vers en Lawson in leven heeft gezien op de dag van de ontploffing. Tijdens de vlucht blijkt ook Lawsons kat Goose aan boord te zijn. Fury is meteen gek op het dier en neemt het vanaf dat moment overal mee naartoe.
Rambeau herkent Vers meteen als haar oude vriendin en collega, Carol Danvers. Ook Skrull-commandant Talos blijkt aanwezig in Louisiana. Hij vertelt Fury, Rambeau en Danvers dat hij niet de vijand is, maar een vluchteling. De Skrulls hebben geen thuisplaneet meer en zijn op zoek naar een nieuwe planeet om veilig te kunnen wonen zonder dat er op ze gejaagd wordt door de Kree. Lawson was geen mens, maar een afvallige Kree-wetenschapster die eigenlijk Mar-Vell heette. Ze werkte aan een motor waarmee ze voertuigen sneller dan het licht kon maken. Daarmee zouden de Skrulls een nieuwe thuisplaneet kunnen zoeken op een locatie die voor de Kree onbereikbaar is.
Talos laat Danvers een opname uit Lawsons voertuig horen gemaakt op de dag van de ontploffing. Hierdoor herinnert Danvers zich alles weer. Yon-Rogg was die dag naar de Aarde gekomen om Mar-Vell te beroven van de energiebron die voertuigen de lichtsnelheid kan laten trotseren. Mar-Vell probeerde dit te voorkomen door deze te vernietigen, maar Yon-Rogg schoot haar dood voor ze dit kon doen. Het lukte Danvers in haar plaats wel om op de energiebron te schieten. Nadat die ontplofte, absorbeerde Danvers' lichaam de vrijgekomen energie. Zo kreeg ze haar speciale krachten, maar verloor ze haar geheugen.
Danvers, Talos, Fury en Rambeau vinden Mar-Vells geheime laboratorium, dat gecamoufleerd in een baan om de Aarde vliegt. Hier blijken meer gevluchte Skrulls aanwezig, waaronder Talos' familie. Ook aan boord is de Tesseract, het geheim achter Mar-Vells speciale energiebron en houder van de Space Stone, een van de zes Infinity-stenen. Yon-Rogg en Starforce zijn de vier gevolgd en nemen de aanwezigen gevangen. De kunstmatige intelligentie die de Kree leidt, probeert Danvers ervan te overtuigen dat ze naar de verkeerde kant is overgelopen. Ze laat dit alleen niet gebeuren. In plaats daarvan realiseert ze zich tijdens het gesprek dat het Kree-implantaat in haar brein er niet is om haar te helpen, maar om haar krachten te begrenzen. Zodra ze het verwijdert, komen haar volledige kosmische vermogens vrij.
Nu op vol vermogen rekent Danvers met overmacht af met Starforce en bevrijdt ze haar kompanen en de gevangen Kree. Goose blijkt geen kat, maar een Flerken, een wezen met het vermogen een heel universum op te slaan in zijn maag. Hij slikt de Tesseract in, waarna Fury hem meeneemt. Ronan the Accuser komt Starforce te hulp, maar trekt zich terug zodra hij inziet dat zijn vloot kansloos is tegen Danvers op vol vermogen. Zij stuurt op haar beurt Yon-Rogg terug naar Hala met een waarschuwing voor de machthebbende kunstmatige intelligentie.
Na de laatste schermutselingen vertrekt Danvers met de Skrulls om te proberen een nieuwe thuisplaneet voor ze te vinden. Voor ze gaat, geeft ze Fury een speciale pieper waarmee hij haar hulp kan inroepen als er zich ooit een absoluut noodgeval voordoet.

## Creditscènes
Tijdens de aftiteling volgen twee extra scènes. In de eerste meldt Danvers zich op het hoofdkantoor van de Avengers, als reactie op het noodsignaal dat Fury haar stuurde aan het einde van Avengers: Infinity War. In de tweede braakt Goose op een dag in 1995 de Tesseract uit op het bureau van Fury.

## Rolverdeling
| Acteur                            | Personage                                           |
| --------------------------------- | --------------------------------------------------- |
| Brie Larson                       | Carol Denvers / Captain Marvel                      |
| Samuel L. Jackson                 | Nick Fury                                           |
| Ben Mendelsohn                    | Talos / Keller                                      |
| Jude Law                          | Yon-Rogg                                            |
| Annette Bening                    | Dr. Wendy Lawson / Mar-Vell en Supreme Intelligence |
| Lashana Lynch                     | Maria Rambeau                                       |
| Djimon Hounsou                    | Korath                                              |
| Gemma Chan                        | Minn-Erva                                           |
| Clark Gregg                       | Agent Phil Coulson                                  |
| Rune Temte                        | Bron-Char                                           |
| Algenis Perez Soto                | Att-Lass                                            |
| Lee Pace                          | Ronan                                               |
| Akira Akbar                       | Monica Rambeau                                      |
| Mckenna Grace                     | Jongere Carol Danvers (13 jaar)                     |
| London Fuller                     | Jongere Carol Danvers (6 jaar)                      |
| Azari Akbar                       | Jongere Monica Rambeau (6 jaar)                     |
| Matthew Maher                     | Norex                                               |
| Chuku Modu                        | Soh-Larr                                            |
| Vik Sahay                         | Held Sorfan                                         |
| Colin Ford                        | Steve Danvers                                       |
| Kenneth Mitchell                  | Joseph Danvers (Carol's vader)                      |
| Matthew Kimmel                    | Matthew "Spider" Kimmel                             |
| Stephen Del Bagno                 | Stephen "Cajun" Del Bagno                           |
| Stan Lee                          | Zichzelf (cameo)                                    |
| Robert Kazinsky                   | Motorrijder The Don                                 |
| Patrick Brennan                   | Barman                                              |
| Patrick Gallagher                 | Chef Beveiling                                      |
| Sharon Blynn                      | Soren                                               |
| Auden L. Ophuls Harriet L. Ophuls | G'iah                                               |
| Kelly Sue DeConnick               | Treinstation Forens                                 |
| Gonzo, Rizzo, Archie en Reggie    | Goose the Cat                                       |
| Steve Rogers                      | Steve Rogers (post-credit scene)                    |
| Scarlett Johansson                | Natasha Romanoff (post-credit scene)                |
| Mark Ruffalo                      | Bruce Banner (post-credit scene)                    |
| Don Cheadle                       | James Rhodes (post-credit scene)                    |

## Productie

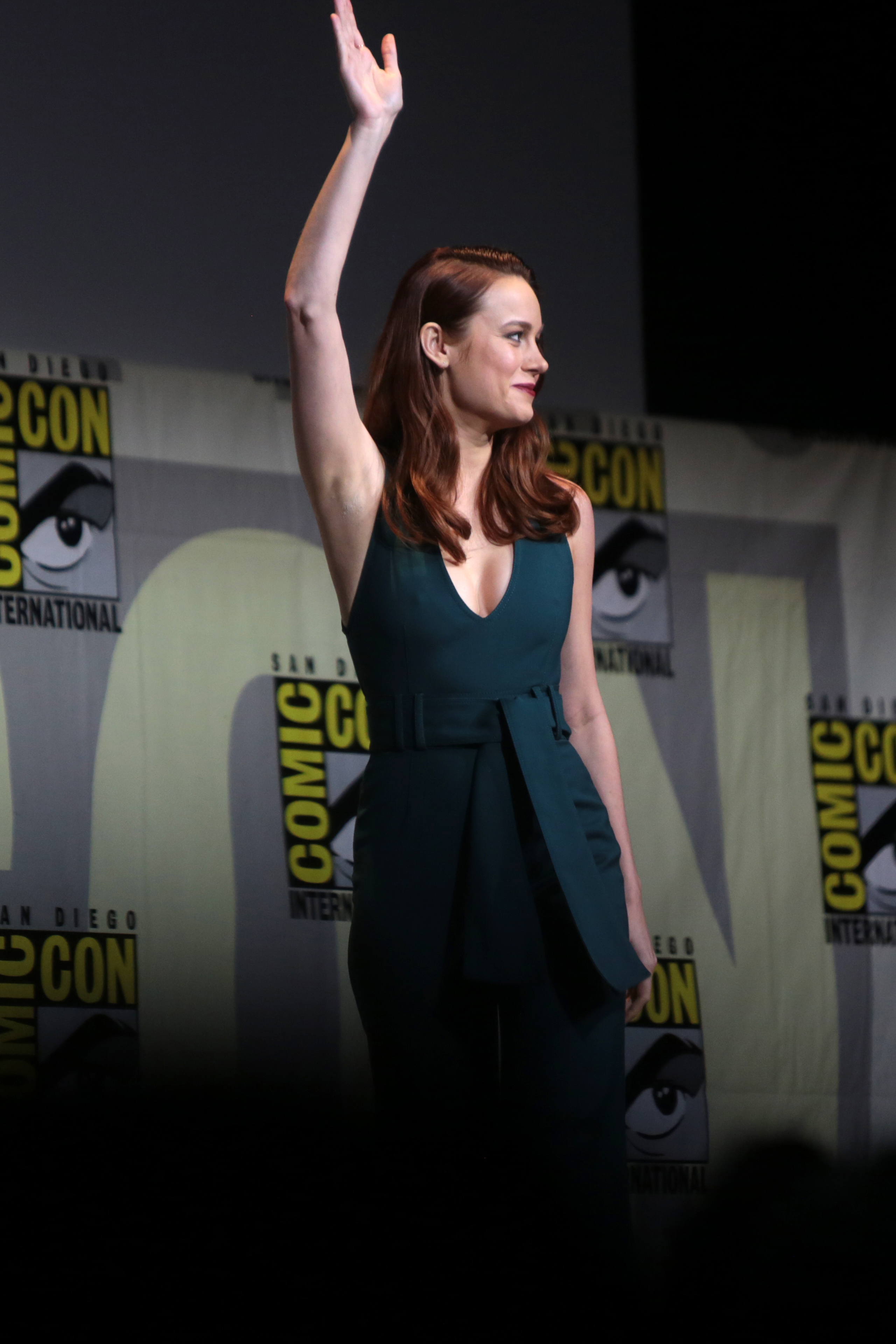
Brie Larson op het San Diego Comic-Con International 2016

In mei 2013 was er een script geschreven voor de Marvel Studios over Ms. Marvel, de naam die gebruikt werd in de Marvel Comics voor Carol Danvers vooraleer ze de rol van Captain Marvel overnam. Later dat jaar vertelde producent Louis D'Esposito dat de studio wel geïnteresseerd was in een film met een vrouwelijke superheld omdat er veel sterke vrouwelijke personages waren en er buiten Ms. Marvel nog meer keuze was zoals Black Widow, Pepper Potts of Peggy Carter. In 2014 liet Kevin Feige, hoofd van Marvel Studios, weten dat hij de voorkeur gaf aan Ms. Marvel zodat een compleet nieuwe verhaallijn zou kunnen gestart worden. In oktober 2014 werd aangekondigd dat er een film over Ms. Marvel/Captain Marvel zou komen en de release van de film werd aangekondigd voor 6 juli 2018. In februari 2015 werd de releasedatum door Marvel verlegd naar 2 november 2018 en in oktober 2015 nogmaals verschoven naar 8 maart 2019.
Op het San Diego Comic-Con International 2016 werd bevestigd dat Brie Larson de hoofdrol van Captain Marvel ging spelen. In april 2017 werd bekendgemaakt dat de regie zal gebeuren door het regisseursduo Anna Boden en Ryan Fleck. In juli 2017 werd bevestigd dat Samuel L. Jackson opnieuw de rol van Nick Fury zou spelen. In maart 2018 werden bekendgemaakt dat naast Ben Mendelsohn, Jude Law, Lashana Lynch, Gemma Chan, Algenis Perez Soto, Rune Temte en McKenna Grace ook drie acteurs hun eerdere rollen van vorige MCU-films zouden hernemen, namelijk Clark Gregg als agent Phil Coulson, Lee Pace als Ronan the Accuser en Djimon Hounsou als Korath the Persuer.

### Filmopnamen
De eerste foto’s van filmopnamen op locatie verschenen einde januari 2018.
De filmopnamen gingen officieel van start op 19 maart 2018 in Los Angeles met Ben Davis als DoP. Er zal ook worden gefilmd in Fresno, Californië en in Baton Rouge en New Orleans, Louisiana. De opnames werden afgerond op 6 juli 2018.

## Release en ontvangst
Captain Marvel ging op 27 februari 2019 in première in Londen. De film kreeg overwegend positieve kritieken van de filmcritici met een score van 84% op Rotten Tomatoes, gebaseerd op 135 beoordelingen. De Amerikaanse release was op 8 maart 2019.
De film behaalde binnen een maand wereldwijd meer dan 1 miljard dollar op. Die grens werd bereikt op 2 april 2019.